# FIDE Circuit
FIDE Circuit (цикл ФИДЕ) — это система очков, разработанная ФИДЕ для квалификации в турнир претендентов. Она показывает, насколько успешно шахматист играл в крупных турнирах в течение года. Впервые ФИДЕ представила систему в 2023 году, как альтернативу Гран-при ФИДЕ.
В 2023 году победителем FIDE Circuit стал Фабиано Каруана, который уже имел выход по результатам Кубка мира. Второе место занял Гукеш Доммараджу, который и принял участие в турнире претендентов, одержав в нём победу.
В 2024 году победителем FIDE Circuit стал Фабиано Каруана. Таким образом он обогнал своего основного конкурента Арджуна Эригайси и в шестой раз подряд отобрался Турнир претендентов 2026.

## Система начисления очков
Базовые очки начисляются игрокам, занявшим (или разделившим) одно из первых 8 мест в турнире, при условии, что игрок находится в (или разделяет) верхнюю половину итогового турнирного рейтинга (для круговых турниров — одно из первых 3 мест или разделивших, для турниров на выбывание — игрок доходит как минимум до третьего раунда).
- 1 место — 11 очков; 10 очков в случае дележа по дополнительным показателям.
- 2 место — 8 очков;
- 3 место — 7 очков;
- 4 место — 6 очков;
- 5 место — 5 очков;
- 6 место — 4 очка;
- 7 место — 3 очка;
- 8 место — 2 очка.

Игрок будет учитываться для любого расчета по этим правилам только в том случае, если он играл или выиграл по неявке, по крайней мере, в 50 % от общего числа игр в турнире. Если игрок снялся с турнира без уважительной причины, GSC может решить не рассматривать этот турнир для этого игрока.
Количество базовых очков, которые набирают игроки, занявшие равные места, рассчитывается как 50 % базовых очков для их окончательного рейтинга, определенного правилами тай-брейка турнира, плюс 50 % суммы базовых очков, назначенных за равные места, деленных на количество игроков, занявших равные места. Если система тай-брейка не применяется, базовые очки делятся поровну между всеми игроками, занявшими равные места.
Очки события для каждого игрока определяются количеством базовых очков, умноженных на коэффициент силы турнира, рассчитываемый следующим образом:
k=(TAR-2500)/100

## FIDE Circuit 2023
FIDE Circuit 2023 — это один из путей отбора в турнир претендентов 2024 года. Место в турнире претендентов ФИДЕ получает тот игрок, который в течение 2023 года добьется наивысших результатов в соответствующих турнирах. Каждый игрок должен сыграть минимум в пяти квалификационных турнирах, включая как минимум четыре со стандартным контролем времени. Итоговый результат рассчитывается как сумма пяти наивысших результатов игрока.

### Требования к турнирам
Допустимыми турнирами являются индивидуальные турниры с рейтингом ФИДЕ, отвечающие следующим критериям:
- закончились в 2023 календарном году;
- в турнире принимало участие не менее 8 игроков;
- турнир проходил не менее чем за 7 туров;
- 8 игроков с наивысшим рейтингом имеют средний стандартный рейтинг 2550 на начало турнира;
- главный арбитр имеет звание международного арбитра;
- применяются рекомендованные процедуры фейр-плей;
- игроки представляют не менее 3 различных федераций[5];
- не более 50 %, либо 20 игроков с наивысшим рейтингом, либо не более 50 % всех игроков, если их меньше 20, должны представлять одну федерацию[5].

Включены следующие турниры (с индивидуальным зачётом), проводимые с контролем отличным от классического:
- Чемпионат мира по рапиду 2023;
- Чемпионат мира по блицу 2023;
- Континентальные чемпионаты по рапиду и блицу 2023;
- Другие турниры по рапиду и блицу, которые соответствуют вышеуказанным критериям и имеют средний стандартный рейтинг 8 лучших игроков 2700 или выше.

### Таблица лидеров
| №  | Игрок                  | Рейтинг | Федерация  | Очки   | Турниры |
| -- | ---------------------- | ------- | ---------- | ------ | ------- |
| 1  | Фабиано Каруана        | 2803    | США        | 118.61 | 5       |
| 2  | Гукеш Доммараджу       | 2743    | Индия      | 87.36  | 5       |
| 3  | Аниш Гири              | 2745    | Нидерланды | 84.31  | 5       |
| 4  | Уэсли Со               | 2737    | США        | 83.40  | 5       |
| 5  | Арджун Эригайси        | 2713    | Индия      | 81.24  | 5       |
| 6  | Амин Табатабаи         | 2707    | Иран       | 56.14  | 5       |
| 7  | Рамешбабу Прагнанандха | 2747    | Индия      | 54.79  | 5       |
| 8  | Нодирбек Абдусатторов  | 2765    | Узбекистан | 54.63  | 5       |
| 9  | Ханс Ниманн            | 2676    | США        | 46.85  | 5       |
| 10 | Жавохир Синдаров       | 2684    | Узбекистан | 46.25  | 5       |

- : Игроки, которые квалифицировались в Турнир претендентов иным способом .
- : Игроки, которые квалифицировались  Турнир претендентов через Зачёт ФИДЕ.

## FIDE Circuit 2024
FIDE Circuit 2024 — это один из путей отбора в турнир претендентов 2026 года. Место в турнире претендентов ФИДЕ получает тот игрок, который в течение 2024 года добьется наивысших результатов в соответствующих турнирах. Каждый игрок должен сыграть минимум в пяти квалификационных турнирах, в том числе не менее четырех со стандартным контролем времени. Итоговый результат подсчитывается как сумма семи наивысших результатов игрока.

### Требования к турнирам
Допустимыми турнирами являются индивидуальные турниры с рейтингом ФИДЕ, отвечающие следующим критериям:
- закончились в период с 1 января 2024 года по 15 декабря 2024 года;
- в турнире принимало участие не менее 8 игроков;
- турнир проходил не менее чем за 7 туров (4 для нокаут-турниров);
- 8 игроков с наивысшим рейтингом имеют средний стандартный рейтинг на день первого тура;
- главный арбитр имеет звание международного арбитра;
- применяются рекомендованные процедуры фейр-плей;
- матч за звание чемпиона мира 2024 года также признается квалификационным турниром;
- игроки представляют не менее 3 различных федераций[5];
- не более 50 %, либо 20 игроков с наивысшим рейтингом, либо не более 50 % всех игроков, если их меньше 20, должны представлять одну федерацию[5].

Включены следующие турниры (с индивидуальным зачётом), проводимые с контролем отличным от классического:
- Чемпионат мира по рапиду 2024;
- Чемпионат мира по блицу 2024;
- Континентальные чемпионаты по рапиду и блицу 2024.

### Таблица лидеров
| №  | Игрок                  | Рейтинг | Федерация  | Очки   | Турниры |
| -- | ---------------------- | ------- | ---------- | ------ | ------- |
| 1  | Фабиано Каруана        | 2805    | США        | 130.42 | 7       |
| 2  | Арджун Эригайси        | 2801    | Индия      | 124.40 | 7       |
| 3  | Нодирбек Абдусатторов  | 2777    | Узбекистан | 108.49 | 7       |
| 4  | Алиреза Фирузджа       | 2763    | Франция    | 89.07  | 7       |
| 5  | Гукеш Доммараджу       | 2783    | Индия      | 84.13  | 4       |
| 6  | Рамешбабу Прагнанандха | 2737    | Индия      | 66.76  | 5       |
| 7  | Володар Мурзин         | 2664    | ФИДЕ       | 63,50  | 6       |
| 8  | Нодирбек Якуббоев      | 2668    | Узбекистан | 57.40  | 6       |
| 9  | Амин Табатабаи         | 2695    | Узбекистан | 56.39  | 6       |
| 10 | Вохидов Шамсиддин      | 2681    | Узбекистан | 53.56  | 4       |

- : Игроки, которые квалифицировались в Турнир претендентов через Зачёт ФИДЕ.
- : Игроки, которые не имеют права участия  Турнире претендентов.
- : Действующий чемпион мира по шахматам не имеет право участия в   Турнире претендентов.

## FIDE Circuit 2025
На основе отзывов от Circuit 2024 ФИДЕ планирует внести несколько изменений в правила FIDE Circuit 2025. Эти изменения направлены на создание более конкурентной среды для всех участников. Основные предлагаемые обновления:
1. Изменения в количестве игроков, имеющих право на получение очков Circuit Points в круговых турнирах.
  - В турнирах с числом участников менее 10 баллы по-прежнему будут присуждаться трем лучшим игрокам
  - В круговых турнирах с 10–12 участниками очки присуждаются 4 лучшим игрокам
  - В турнирах с участием более 12 человек очки получают 5 лучших участников
2. Право на участие в двухкруговых супертурнирах. Турниры с двойным круговым турниром, в которых участвуют не менее 6 участников и средний рейтинг Эло составляет 2700 очков, также будут учитываться при подсчете очков Circuit.
3. Сокращение количества очков за турниры с несколькими раундами в один день. Турниры с двумя раундами в один день будут иметь уменьшенное общее количество очков Circuit.

## Критика
После введения цикла ФИДЕ, ряд сильнейших гроссмейстеров мира раскритиковали систему как несправедливую и нелогичную. Фабиано Каруана ссылается на несправедливость системы, при которой за четвертое место в турнире претендентов дают столько же очков, сколько и за третье место в опен-турнире. Левон Аронян раскритиковал систему как нелогичную, при которой за победу в «сшитых турнирах» дают очки, а за победу в Кубке Америки с участием сильнейших гроссмейстеров США, зачётные очки не начисляются. Ян Непомнящий в интервью журналу «Спорт-Экспресс» упомянул, что система недостаточно сбалансирована. В подкасте на youtube-канале Яна Непомнящего Александр Грищук раскритиковал FIDE Circuit, высказав мнение, что систему стоит вовсе убрать, чем пытаться что-то изменить в начислении очков. Даниил Дубов отметил, что из-за ведения FIDE Circuit, топ-игроки стали играть опен-турниры чаще по причине их выгодности для набора очков в зачёт, но зарабатывать стали меньше, из-за чего нарушилась шахматная «экосистема».
Цикл ФИДЕ — это своего рода шуткаЛевон Аронян
Самая глупая вещь, которую я когда-либо виделФабиано Каруана
Минусов явно больше, чем плюсов, но самое главное, что эта система максимально сырая на данном этапе. Нет баланса между круговыми и опен-турнирамиЯн Непомнящий
Абсурдная система, она идиотская. Самое ужасное нововведение ФИДЕ за годы. Система начисления очков идиотская. Она по сути убила опены для тех, кто опены ради призов играютАлександр Грищук
Мы называем FIDE Circuit «ФИДЕ цирком». Сама идея того, что какие-то места в претендентский можно разыгрывать на основе стабильных результатов шахматиста в течение одного года, мне кажется симпатичной. Но как они оформили это математически — полное безумие. Полный дисбаланс. Видимо, сейчас они что-то поменяют. Возможно, будет лучшеДаниил Дубов